# Мечеть Деф Султан
Мечеть Деф Султан (вірм. Դեֆ սուլթանի մզկիթ) — зруйнована мечеть шиїтів в Єревані.

## Історія
Збудована після 1515. Мечеть згадується у щоденникових записах французького мандрівника XVII століття Жана-Батиста Шардена як напівзруйнована мечеть, поряд із церквою св. Саргіса та великим ринком. Імовірно, зруйнована внаслідок землетрусу 1679. На думку істориків і картографів, в 1766 на цьому ж місці була побудована Блакитна мечеть Гусейн Алі-хана.